# Seabird (band)

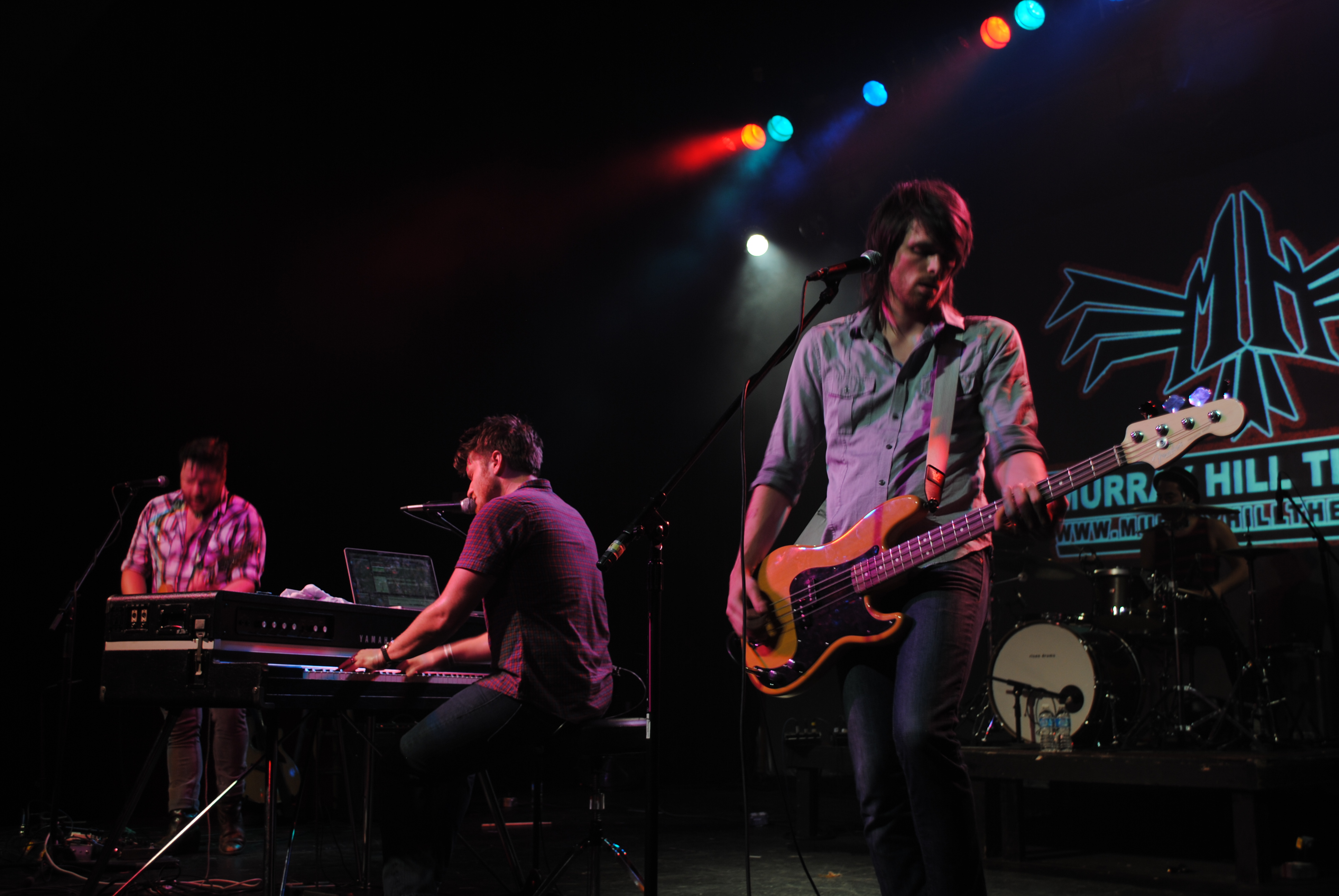
Seabird

Seabird is een Amerikaanse christelijke alternatieve rockband, afkomstig uit de agglomeratie Cincinnati (het gedeelte dat in het noorden van Kentucky ligt).

## Geschiedenis en kenmerken
De band begon met Aaron Morgan, Micah Landers en Aaron Hunt, die in 2004 begonnen met het schrijven van liedjes. Al snel werd de accordeonspeler David Smith aan de band toegevoegd. Na iets minder dan een jaar vertrok hij om zich met andere interesses bezig te houden, net als Micah Landers. Snel hierna kwam Chris Kubik bij de band om de bas te vervangen; Morgan verving de accordeon met het keyboard.
De teksten van de nummers gaan over emoties in relaties en bij afscheid nemen en verliezen. De eerste ep van de band verscheen bij de platenmaatschappij EMI, daarna ging hun muziek over naar Credential Recordings.

## Discografie

### CD
- 'Til We See the Shore - (2008)
- Rocks Into Rivers - (2009)
- Troubled Days - (2013)

### Ep's
- Spread Your Broken Wings and Try - (2005)
- Let Me Go On - (2007)

### Singles
- "Rescue"
- "Not Alone"